# Nano Capdouze
Jean Capdouze, nacido el 30 de agosto de 1942 en Salies-de-Béarn y fallecido el 12 de junio de 1999 en Lasseubetat, fue un jugador internacional francés de Rugby union y Rugby league que jugó en las posiciones de medio apertura y fullback desde principios de la década de 1960 hasta mediados de la década de 1970.
Apodado "Nano", Capdouze se destacó en el rugby 15 con la Section Paloise, llegando a la final del Campeonato de Francia en 1964. Capdouze se destacó al anotar catorce puntos para su equipo (2 tries, 1 drop, 1 penal y 1 conversión).
Aprovechando la ausencia de los hermanos Guy y André Boniface, Jean Capdouze fue convocado para representar a Francia en una gira por Sudáfrica, donde fue uno de los protagonistas en la victoria francesa.
En 1966, cambió su orientación deportiva al optar por el Rugby league y fichó por el XIII Catalan, con el que ganó el Campeonato de Francia en 1969. También fue convocado para representar a Francia y participó en la final de la Copa del Mundo de 1968. En esta disciplina, es considerado "uno de los mejores medios apertura" y "el héroe de la Copa del Mundo de 1968".

## Biografía

### Inicios deportivos
Jean Capdouze nació el 30 de agosto de 1942 en Salies-de-Béarn y comenzó su carrera en el rugby con el equipo AS Salies-de-Béarn.

### Desarrollo en el US Dax
En 1959, a la edad de 17 años, Jean Capdouze firmó con el US Dax y se convirtió oficialmente en aprendiz de panadero-pastelero, aunque su verdadera pasión era el rugby. "En realidad, vivía como un profesional. Solo jugaba al rugby".
Nano Capdouze hizo su debut en el primer equipo a los 17 años, formando equipo con Jean-Claude Lasserre y desplazando al internacional Pierre Albaladejo al puesto de fullback. Sin embargo, Albaladejo recuperó rápidamente el número 10 cuando Capdouze se lesionó en el hombro en un partido en Du-Manoir en Périgueux. A partir de entonces, como suplente, Nano firmó contrato por cuatro meses con el SA Saint-Sever, ganó el título militar con la caserna Nansouty de Bordeaux y llamó la atención de los cazatalentos. Seis clubes compitieron por sus servicios: CA Bègles, Aviron Bayonnais, FC Auch, Stade Toulousain, US Romans Péage donde en ese momento jugaba el souletin Mignaçabal, y la Section Paloise.

### Section Paloise
Ciertamente, el club presidido por Albert Cazenave le ofreció un empleo estable en el Hospital de Pau, bajo la supervisión de M. Vésir, padre de Dominique Vésir.
El año 1964 fue el punto culminante de la carrera de Nano. Ganó la final del campeonato de Francia 14-0 contra Béziers, anotando 11 puntos. Jean Prat lo seleccionó para el equipo nacional en la gira por Sudáfrica de 1964. Capdouze jugó como centro, ya que Pierre Albaladejo, en su mejor momento, disputó su último partido en la posición de apertura. Efectivamente, todos los expertos deportivos auguraban un futuro brillante para el joven y prometedor Nano. Pero seis selecciones para la selección nacional después, optó por el rugby, tras discutir con su capitán en la Sección François Moncla  .
Sin embargo, después de seis apariciones en el equipo nacional, optó por el rugby XIII tras tener desacuerdos con su capitán en la Section, François Moncla.
"Jean Capdouze, con quien compartí muchas experiencias. Era un jugador excepcional, pero en la vida no sabía comportarse. Era un mujeriego... Además, no sabía mentir. El día en que debió mentir, dijo la verdad y acabó en prisión. Lo liberaron después de quince días, tres semanas. En ese momento, yo ya no jugaba, me encargaba de los jóvenes en la Section, y tuve un desacuerdo con los directivos porque querían volver a ponerlo en el campo. Así que dejé de entrenar durante más de un año."
— François Moncla
En 2020, los miembros de la asociación de exalumnos de la Section lo incluyeron en el legendario XV de la Section Paloise.
El XV de los Antiguos (1928-1998):
1. Marc Etcheverry 2. André Abadie 3. Robert Paparemborde
4. Jean-Pierre Saux 5. Sylvain Borbón
6. François Moncla (C) 8. François Rongiéras 7. Laurent Cabannes
9. Federico Torossian 10. Nano Capdouze
11. Michel Bruël 12. Jean Piqué 13. Jean-Claude Castagnet 14. Philippe Bernat-Salles
15. Nicolás Brusque

### Carrera en rugby league
Nano Capdouze jugó para el XIII Catalan, atraído por la remuneración en este deporte profesional, donde rápidamente destacó por su estilo de juego versátil y su gran temperamento. Luego se unió a Saint-Estève y finalmente a Pau-Béarn XIII.

### Regreso a Bearne
Después de siete años en el XIII Catalan, junto con otro bearnes, Claude Mantoulan, sintió que la era dorada del XIII estaba llegando a su fin. Capdouze deseaba regresar al rugby union, pero el presidente Albert Ferrasse se opuso. Nano Capdouze regresó a Bearne y se estableció en Gan en 1974, trabajando en la panadería Chabat. Se unió al Gan Olympique. A los 38 años, finalmente recuperó su licencia y jugó su último partido en los cuartos de final del Challenge de l'Espoir contra Tartas.

### Reorientación como entrenador
Jean Capdouze fue entrenador en la Section Paloise junto a Gérard Poeydomenge en 1990-1991 y posteriormente con Christian Martinez en 1991-1994, en el FC Lourdes con Henri Nieto, campeón de Francia del grupo B en 1994-1995, y en el FC Grenoble en 1995-1996.
Nano Capdouze recibió la medalla de la ciudad de Pau en 1999.
Falleció el 12 de junio de 1999 en Lasseubetat debido a una atrofia muscular espinal. Fue enterrado en su pueblo natal de Salies-de-Béarn'.